# Otto Albrecht Isbert
Otto Albrecht Isbert (født 1. april 1901 i Hagenau, død 23. februar 1986 i Gengenbach) var en tysk yogaprofessor og  forfatter.
Han var søn af Karl Isbert.